# Сужа (Бурятия)
Сужа́ (бур. Һyжаа, Һyжааг — низина, пойма, старица, высыхающий рукав реки) — село в Иволгинском районе Бурятии. Входит в сельское поселение «Нижнеиволгинское».

## География
Расположено в 14 км к юго-западу от центра Улан-Удэ по юго-восточной стороне федеральной автомагистрали Р258 «Байкал», напротив улуса Нур-Селение, находящегося по другую сторону автодороги. Старая часть Сужи располагается между магистралью «Байкал» и рекой Иволга в 1,5 км от границ города. Новые районы — Сужа Северная (участки частной застройки, ДНТ) — непосредственно примыкают с юга к посёлку Исток Советского района Улан-Удэ.

## Население
| 2002 | 2010  | 2021  |
| ---- | ----- | ----- |
| 429  | ↗1887 | ↗3655 |

В 2008 году население составляло 1283 чел. Имеется тенденция к росту численности жителей, ввиду интенсивной застройки пустующих территорий к востоку от села.

## Инфраструктура
В селе находятся средняя общеобразовательная школа, фельдшерский пункт.

## Экономика
Сельхозкооператив Иволгинского совхоза-техникума, семеноводческая станция.

## Достопримечательности
В 1 км южнее Сужи находится археологический памятник — Иволгинское городище.